# Langues nilo-sahariennes
Les langues nilo-sahariennes sont une famille de langues parlées en Afrique subsaharienne, dans les régions du Haut-Nil et du Haut-Chari dont la Nubie. D'après les estimations du linguiste américain Lionel Bender (2004), les 200 langues nilo-sahariennes sont parlées par plus de 31 millions de personnes, dans 18 États.
Cette famille est très hétérogène, beaucoup plus que l'autre grande famille pourtant voisine des langues nigéro-congolaises, et plutôt sujette à controverse. Peu de linguistes se sont essayés à travailler sur l'ensemble de la famille, et un certain nombre rejettent cette classification. Un sujet particulièrement problématique est le rattachement de la branche songhaï à cette famille. Bien que la majorité des spécialistes s'accorde sur la validité de l'existence de cette famille, son organisation interne est encore sujette à de nombreux débats.

## Une classification encore mal établie

### Classification de Greenberg
D'après Joseph Greenberg (1963), cette famille compte six branches. La branche Chari-Nil est, à son tour, subdivisée en quatre sous-branches:
- Les langues Chari-Nil
  - Le berta
  - Le kunama
  - Les langues soudaniques centrales
  - Les langues soudaniques orientales qui sont vues comme un ensemble de dix groupes, sans hiérarchie, qui sont les langues nubiennes, le nara, les langues surmiques, les langues nilotiques, les langues rub (ou nyangiyan), le temein, le nyimang, et le gaam (ou ingessana, tabi)
- Les langues fur
  - Le four
- Les langues komanes
- Les langues mabanes
- Les langues sahariennes
- Les langues songhaï

### Classification d'Ehret
Christopher Ehret (2001) réorganise les différents groupes en dix-sept branches, les branches 11 à 17 formant un groupe qu'il nomme kir-abbaian :
- Les langues komanes
- Les langues soudaniques centrales
- Le kunama, avec l'ilit
- Les langues sahariennes
- Les langues songhaï
- Les langues fur
- Les langues mabanes
- Les langues rub ou langues kuliak
- Les langues tama-nubiennes
- Le nara
- groupe kir-abbaian
  - Les langues djebel (le gaam et d'autres langues)
  - Le berta
  - Le langues nyimang, avec le dimile
  - Le langues temein, avec le jirru
  - Les langues dadjo
  - Les langues surmiques
  - Les langues nilotiques.

### Classification de Bender
Bender (2000) organise le nilo-saharien d'une toute autre manière :
- A : le songay (songhaï)
- B : le saharien
- K : le kuliak
- C : le maban
- D : le fur
- F : le soudanique central, divisé en huit groupes
- G : le berta
- H : le kunama
- E : le « noyau » qui rassemble, à côté du soudanique oriental, un deuxième groupe où l'on trouve le nubien, le nara, le nyimang, et le tama. Un troisième groupe comprend le surmique, le djebel, le temein et le dadjo. Le nilotique aux ramifications complexes est classé comme un quatrième groupe.
- I : le koman
- J : le gumuz
- L : le kadu.

## La question des limites du nilo-saharien
Certains groupes de langues africaines, ainsi que des langues isolées, posent la question de la délimitation précise du nilo-saharien. D'autres groupes font l'objet de contestations quant à leur inclusion dans cet ensemble.

### Groupes controversés
Schadeberg et Bender classent les langues kadougli, aussi nommées langues kadu ou tumtum, dans la famille nilo-saharienne. Greenberg (1963) les classe dans les langues kordofaniennes, mais remarque qu'elles en diffèrent. Certains les classent toujours comme des langues nigéro-congolaises.
Les langues songhaï posent un autre problème. Nicolaï (1990) suggère qu'il s'agit d'un post-créole, dont la base lexicale est berbère. Creissels et Murakovsky, eux, reprennent la thèse ancienne de Delafosse les reliant aux langues mandé. Murakovsky, avec Petraček, propose une origine couchitique, donc afrosiatique, pour le groupe saharien.

### Liens avec des langues isolées
Le méroïtique du royaume de Kouch, aujourd'hui éteint, a souvent été proposé comme membre des langues nilo-sahariennes. Greenberg a vu une affinité avec le soudanique oriental, d'autres avec le groupe saharien. Pour Bender, on ne connaît que trop peu cette langue pour la classer. Le rapprochement avec les langues nilotiques est plutôt à mettre sur le compte d'une influence du méroïtique, langue d'un royaume puissant, sur les premières.
Deux autres langues isolées ont aussi été proposées à l'entrée dans le nilo-saharien, le shabo et l'ongota. Pour Tefara et Unseth le shabo est intégré dans les langues nilo-sahariennes. Pour Bender ces deux langues ont un aspect hybride et si la première pourrait être nilo-saharienne, l'ongota s'apparenterait plutôt au couchitique. Une autre langue, l'oropom (en) de l'Ouganda, récemment éteint, a été vue comme apparentée au groupe nilotique.

### Propositions au-delà du nilo-saharien
Des essais de regroupement à un niveau supérieur de classification ont été faits, dirigés vers la famille nigéro-congolaise. Gregersen (1972) regroupe les deux pour former une super-famille Congo-saharienne, tandis que Blench (1995) classifie les langues nigéro-congolaises comme un simple sous-ensemble des langues nilo-sahariennes. Ces théories sont loin de faire l'unanimité.

## Histoire
La diversité de la famille nilo-saharienne étant maximale aux environs de la frontière entre l'Éthiopie et le Soudan, il est vraisemblable que cette région soit son foyer d'origine. Le proto-nilo-saharien contenait des mots pour "crocodile" et "hippopotame" : il s'ensuit que cette famille remonte à une époque où sa région d'origine était moins aride, le subpluvial néolithique.